# Camillo Siciliano di Rende
Camillo Siciliano di Rende (ur. 9 czerwca 1847 w Neapolu, zm. 16 maja 1897 na Monte Cassino) – włoski kardynał i dyplomata.

## Życiorys
Pochodził ze szlacheckiego rodu z Neapolu. Początkowo kształcił się w Priedigrotta. W 1860 roku wyemigrował wraz z rodzicami do Francji, którzy towarzyszyli zbiegłym z Królestwa Obojga Sycylii władcom z dynastii Burbonów (był to okres zjednoczenia Włoch). Kontynuował naukę w niższym seminarium duchownym niedaleko Orleanu. W 1867 roku podjął studia na Uniwersytecie Gregoriańskim, a także w Collegio Capranica w Rzymie. Święcenia kapłańskie otrzymał w rodzinnym Neapolu 3 czerwca 1871. Przez siedem miesięcy pracował duszpastersko w archidiecezji westminsterskiej w Anglii, po czym powrócił do Neapolu, gdzie posługiwał wśród społeczności francuskiej i angielskiej.
28 grudnia 1877 papież Pius IX mianował go ordynariuszem diecezji Tricarico. Sakry biskupiej udzielił mu kard. Flavio Chigi, archiprezbiter bazyliki laterańskiej. W sierpniu 1878 otrzymał tytuł asystenta Tronu Papieskiego. 12 maja 1879 mianowany arcybiskupem metropolitą Benewentu. Tego samego dnia otrzymał paliusz. Od 26 października 1882 pełnił również obowiązki nuncjusza we Francji. Do Paryża dotarł w listopadzie 1882 i odtąd Benewent odwiedzał tylko sporadycznie.
Na konsystorzu z 14 marca 1887 kreowany kardynałem prezbiterem z kościołem tytularnym św. Sykstusa. Zmarł nagle na zapalenie płuc w opactwie na Monte Cassino, będąc w drodze do Rzymu na uroczystości kanonizacyjne. Pochowany został na starym cmentarzu w Benewencie.